# Anniling
Anniling – proces usuwania zmian powstałych w ciele stałym na skutek pochłonięcia promieniowania jonizującego. Najczęściej wywołuje się go poprzez ogrzanie substancji. Powoduje ono zmiany w sieci krystalicznej, zwiększa ruchliwość sieci i ułatwia domieszkom dyfundowanie, co ułatwia substancji powrót do stanu pierwotnego.
Procesowi temu trzeba poddawać na przykład detektory termoluminescencyjne przed ponownym użyciem.
Czasami annilingiem nazywa się też proces powrotu elektronów wybitych i wychwyconych przez defekty sieciowe lub powrót atomu na poprzednią pozycję po wybiciu go przez ciężką cząstkę jonizującą.